# 素安了堂
素安 了堂（そあん りょうどう、正応5年（1292年）- 延文5年10月20日（1360年11月29日））は、鎌倉時代末から南北朝時代、室町時代初期にかけての臨済宗の禅僧。

## 生涯
筑前国出身。同源道本の法を継ぎ、円覚寺・建長寺に参じる。鎌倉の法泉寺や伊豆の吉祥寺を開き、建長寺や寿福寺の住持となった。諡号は本覚禅師。